# Langen (Emsland)
Langen ist eine Gemeinde in der Samtgemeinde Lengerich im Landkreis Emsland in Niedersachsen.

## Geografie

### Lage
Langen liegt am Nordrand der Lingener Höhe etwa zehn Kilometer östlich der Ems und der Stadt Lingen.

### Nachbargemeinden
Nachbargemeinden sind im Norden die Gemeinden Bawinkel und Gersten, im Osten die Gemeinde Lengerich, im Süden die Gemeinden Thuine und Messingen in der Samtgemeinde Freren und im Westen die Stadt Lingen.

### Gemeindegliederung
Ortsteile (im Norden startend im Uhrzeigersinn):
- Nordholte
- Sopenhook
- Ruten
- Espel
- Rentrup
- Grumsmühlen
- Klein-Tirol
- Langen-Zentrum

## Geschichte
Das Umland ist durch zahlreiche megalithische Relikte der Trichterbecherkultur, die Ganggräber (wie Sprockhoff Nr. 873) gekennzeichnet. Die 17 m lange Anlage hat eine 30 m ovale Einfassung, die auf der Eingangsseite stark gebaucht ist und deshalb in der Breite 14 m erreicht.
Vor über 500 Jahren soll Langen durch eine Plage der Maulwurfsgrille (plattdeutsch: Hundekröpel) heimgesucht worden sein. Seither wird in Langen der Hundekröpel-Bitttag begangen. Bis 1836 wurde dieser am Josefstag, den 19. März abgehalten. Seit diesem Jahr ist der 25. Februar, der Matthiastag der Hundekröpel-Bitttag. Ein ähnlicher Brauch war in Bersenbrück-Wehbergen das Fest Sankt Johanni, bei dem am 24. Juni das Lager Kreuz in Rieste getragen wurde.

## Namensherleitung einzelner Ortsteile
- Langen (alt: Longon, auch Langon 890, später Langun 1000 und Langene 1150) wird erstmals 890 im Werdener Urbar erwähnt. Folckeri und Egilburg hatten die üblichen Abgaben an Werden zu leisten.  An Corvey mussten um 1000 die Zehntleute Herideac, Stellmar, Herimar, Bruoder, Hajo, Razo, Aigo, Wennigo und Dejo liefern. Das Bestimmungswort leitet sich her von althdtsch. lang = lang gestreckt. Die Endigungen -ina, -ini, -ine, -inun, -enan, -enun, -um, -un, -ene, -en kommen in zahlreichen Ortsnamen anstelle eines abgeschlissenen Grundwortes vor, ohne dass sich entscheiden lässt, ob sie auf einunddasselbe oder auf mehrere ursprüngliche, alte Wörter zurückgehen. Darin steckt ein allgemeines Grundwort mit der Bedeutung „Siedlung“. Im Ganzen handelte es sich somit um eine langgestreckte Flurfläche oder Ansiedlung. Der Schultenhof in Langen war als eines von fünf adeligen Gütern des Kirchspiels Lengerich ein Sitz derer von „Langen mit den Rauten“, die seit Ende des 12. Jahrhunderts auf Haus Langen bei Westbevern im Münsterland nachgewiesen sind.
- Das Gut Grumsmühlen war um 1300 als schatzfreies und mit einem Mühlenregal berechtigtes Erbe im Besitz des Grafen von Tecklenburg. Es wurde 1562 an den Lingener Rentmeister Adolf van Limborch verkauft, der das Gut mit Turm und Gräfte herrschaftlich ausbaute. Nach der Ermordung van Limborchs wurde Grumsmühlen 1572 an den Lingener Drosten Ernst Mulert verkauft. Dieser wurde ebenfalls überfallen und getötet. Das Grabmal der Familie Mulert befindet sich in der Thuiner Pfarrkirche. Es folgte eine wechselvolle Geschichte; schließlich ist der Besitz 1673 an Joachim von Böselager verkauft worden. Seit 1923 ist das Gut im Besitz des Prinzen v. Croy.

- Espel (alt: Espelo 1150). Bestimmungswort von althdtsch. aspa = Espe; Grundwort lo, loh, lohe = lichter Wald. Zusammen bedeutet Espelo also Espengehölz.

- Rentrup. Das Bestimmungswort bezeichnet möglicherweise eine Quelle; quellen, rinnen; aus rin, vgl. altsächs. rennian, altfries. und altnord. renna; benennt Ort mit Bezug auf ein im Wertesystem entsprechend wertvolles Gewässer. Das Grundwort -trup, torpe, thorpe steht für Dorf, Ansiedlung.

- Nordholte hat die Bedeutung: Im Norden des Ortes liegendes Gehölz.

- Klein-Tirol verdankt seinen Namen einer ehemaligen Gaststätte, dem Klein-Tiroler-Eck.

- Ruten, Sopenhook: Unbekannte Herleitung der Namen

## Einwohnerzahlentwicklung
|        | 1880 | 1900 | 1925 | 1933 | 1939 | 1950 | 2015 |
| ------ | ---- | ---- | ---- | ---- | ---- | ---- | ---- |
| Langen | 890  | 926  | 1151 | 1180 | 1164 | 1388 | 1428 |

## Politik

### Gemeinderat
Der Gemeinderat hat elf gewählte Mitglieder. Die Ratsmitglieder werden durch eine Kommunalwahl für jeweils fünf Jahre gewählt. Die aktuelle Amtszeit begann am 1. November 2021 und endet am 31. Oktober 2026.
| Partei                                                   | 2021 | 2016 |
| -------------------------------------------------------- | ---- | ---- |
| CDU                                                      | 7    | 8    |
| FDP                                                      | 2    | 1    |
| SPD                                                      | 1    | 1    |
| Einzel                                                   | 1    | -    |
| _________________ Einzelbewerber 2021: Christoph Pipping |      |      |

### Bürgermeister
- Seit 2011 ist Franz Uhlenberg (CDU) der Bürgermeister der Gemeinde.[6]
- 1996–2011 Anton Jacobs (CDU)[7]
- 1964–1996 Karl Böker (CDU)[8]

## Vereine
Sportverein ist der 1964 gegründete S. V. Concordia Langen e. V.
Außerdem besitzt Langen, zusammen mit der Nachbargemeinde Gersten, den Musikverein Langen-Gersten e. V. Zudem gibt es seit geraumer Zeit den DRK-Ortsverein Langen e. V. Im April 2010 wurde das Jugendrotkreuz Langen gegründet.

## Sehenswürdigkeiten
- St.-Matthias-Kirche im Zentrum

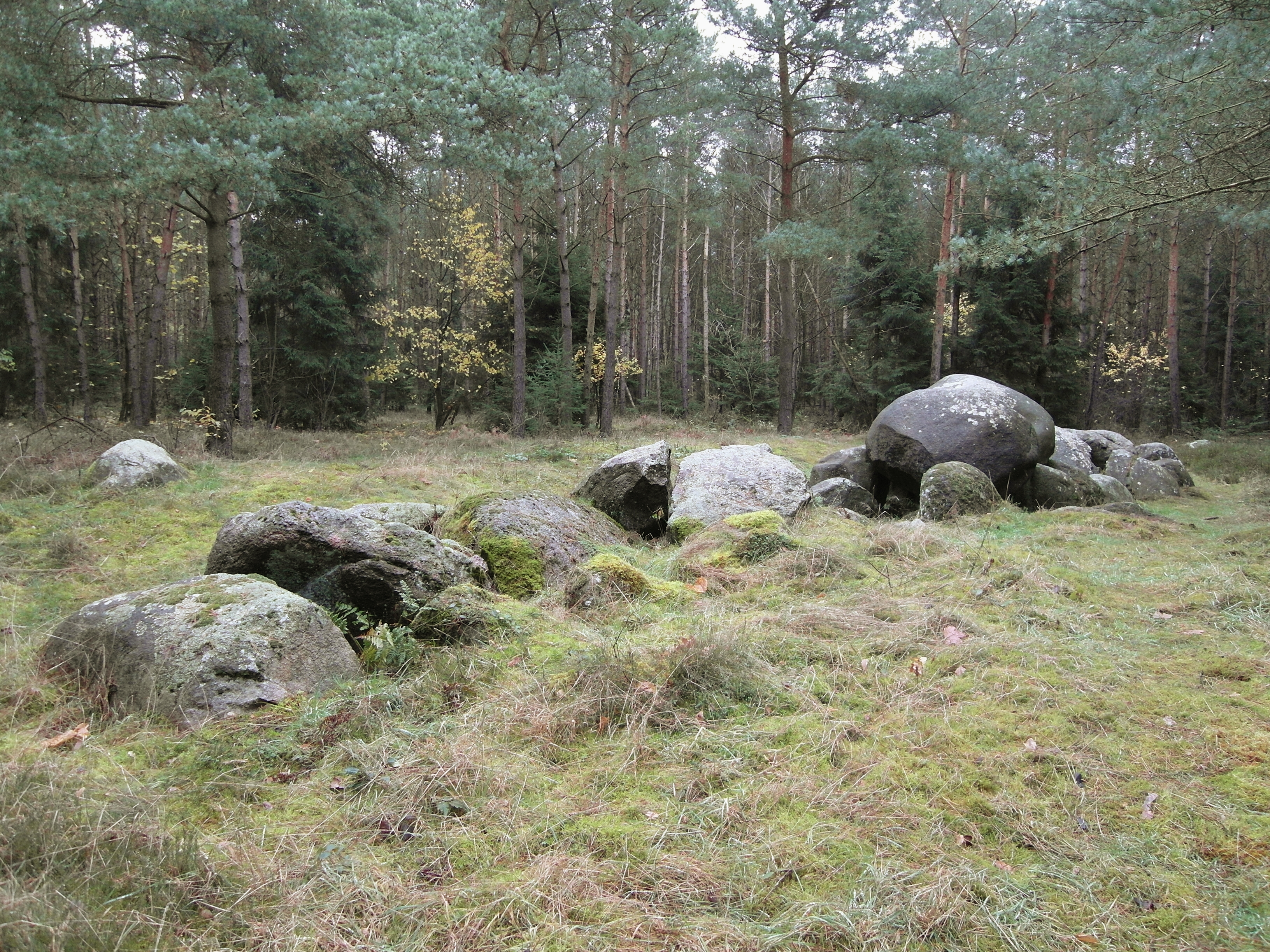
Großsteingrab auf dem Radberg

- 4000 Jahre altes Steingrab in Rentrup
- „Olle Nordholter Schole“ in Nordholte
- Gemeindezentrum mit Mehrzweckhalle im Zentrum
- Gut in Grumsmühlen (alter Rittersitz)
- Museum des Heimatvereins
- Knopfmuseum
- höchste Erhebung des Emslandes mit dem Windmühlenberg. 94 m über NN

## Wirtschaft
Langen besitzt ein Wasserwerk in Grumsmühlen.